# Scarpetta Ordelaffi
Scarpetta Ordelaffi fou fill de Teobald I Ordelaffi. Era un dels caps del partit gibel·lí de la Romanya i va participar en una reunió de caps a Argenta del 1295. Fou senyor de Forlì vers el 1295 i vicari pontifici des del 1302.
El 1296 al front dels gibel·lins va participar en el setge d'Imola i fou excomunicat junt amb tota la família i a Maghinardo Pagani. Al front dels exiliats florentins i els gibel·lins de la Romanya va organitzar l'expedició que va acabar amb la segona desfeta del Mugelo el 1302. Entre els exiliats hi havia Dante Alighieri al que el 1303 va donar feina com a secretari. El 1303 es va lliurar una batalla prop de Castel Puliciano entre els gibel·lins, exiliats florentins i gent de Forlí d'un costat i el podestà florentí Fulcieri da Calboli de l'altra; aquest darrer va guanyar la batalla però Scarpetta va conservar Forlì.
El 1306 es va apoderar de Bertinoro junt amb son germà Pino I Ordelaffi.
A la seva mort vers 1315 el va succeir el seu germà Francesc I Ordelaffi